# Titularbistum Abthugni
Abthugni ist ein Titularbistum der römisch-katholischen Kirche.
Es geht zurück auf einen untergegangenen Bischofssitz in der antiken Stadt Abthugni, die in der römischen Provinz Africa proconsularis (heute nördliches Tunesien) lag. Der Bischofssitz war der Kirchenprovinz Karthago zugeordnet.
| Titularbischöfe von Abthugni |                              |                                                   |                   |                   |
| Nr.                          | Name                         | Amt                                               | von               | bis               |
| 1                            | Albert Joseph Tsiahoana      | Weihbischof in Diégo-Suarez (Madagaskar)          | 10. Februar 1964  | 13. April 1967    |
| 2                            | André-Pierre-François Fauvel | emeritierter Bischof in Quimper-Léon (Frankreich) | 28. Februar 1968  | 10. Dezember 1970 |
| 3                            | Felix Alaba Adeosin Job      | Weihbischof in Ibadan (Nigeria)                   | 11. März 1971     | 5. Oktober 1974   |
| 4                            | Emmanuel Lê Phong Thuân      | Koadjutorbischof von Cân Tho (Vietnam)            | 6. Juni 1975      | 20. Juni 1990     |
| 5                            | Leonard Hsu Ying-fa OFM      | Weihbischof in Taipei (Taiwan)                    | 6. Oktober 1990   | 2. März 2003      |
| 6                            | Paul Henry Walsh             | Weihbischof in Rockville Centre (USA)             | 3. April 2003     | 18. Oktober 2014  |
| 7                            | Adelio Pasqualotto           | Apostolischer Vikar von Napo (Ecuador)            | 12. Dezember 2014 |                   |